# Tarpon Springs
Tarpon Springs är en stad (city) i Pinellas County, i delstaten Florida, USA. Enligt United States Census Bureau har staden en folkmängd på 23 507 invånare (2011) och en landarea på 23,6 km².